# Эмили (город, Миннесота)
Эмили (англ. Emily) — город в округе Кроу-Уинг, штат Миннесота, США. На площади 93,5 км² (77,7 км² — суша, 15,8 км² — вода), согласно переписи 2002 года, проживают 847 человек. Плотность населения составляет 10,9 чел./км².
- Телефонный код города — 218
- Почтовый индекс — 56447
- FIPS-код города — 27-19286[1]
- GNIS-идентификатор — 0656158[2]